# 道後姫塚
道後姫塚（どうごひめづか）は愛媛県松山市の地名。2012年1月1日現在の人口は301人、世帯数は159世帯。郵便番号は790-0858。

## 地理
松山市東部に位置する。
桜谷町、道後湯月町、道後湯之町、上市、石手、常光寺町と接している。

## 校区
市立の小・中学校に通う場合、道後小学校、道後中学校の学区となる。

## 交通
県道187号線が町内を走る。

## 施設
道後温泉に近いため、宿泊施設が多い。
- 公園　湯月公園
- 寺　義安寺、達磨寺
- 病院　道後温泉病院
- 宿泊施設　道後プリンスホテル、にぎたつ会館、大江戸温泉物語 道後